# Kaitlyn
Celeste Beryl Bonin (Galveston, Texas; 7 de octubre de 1986) es una exluchadora profesional, fisicoculturista y modelo estadounidense. Es conocida por haber trabajado para la empresa WWE, donde se presentó bajo el nombre de Kaitlyn. Entre sus logros, destaca haber sido la ganadora de la tercera temporada de WWE NXT, y un reinado como Campeona de Divas de WWE.

## Carrera en Body Fitness
Celeste debutó en fitness a los 19 años, en 2007, ganó "NPC John Sherman Classic Bodybuilding Figure and Fitness Championship" y el "Campeonato de Fitness", y quedó en quinto lugar en el Arnold Classic. Ella también estaba en los cinco primeros en "Musclemania Superbody" en 2007. En 2008, fue nombrada Miss Noviembre en el Calendario Hardfitness, y se coloca decimosexta en los nacionales Junior ese mismo año. En 2009 Bonin fue elegida como "Hottie del día" por la revista Flex.

## Carrera como luchadora profesional

### World Wrestling Entertainment / WWE

#### 2010-2011

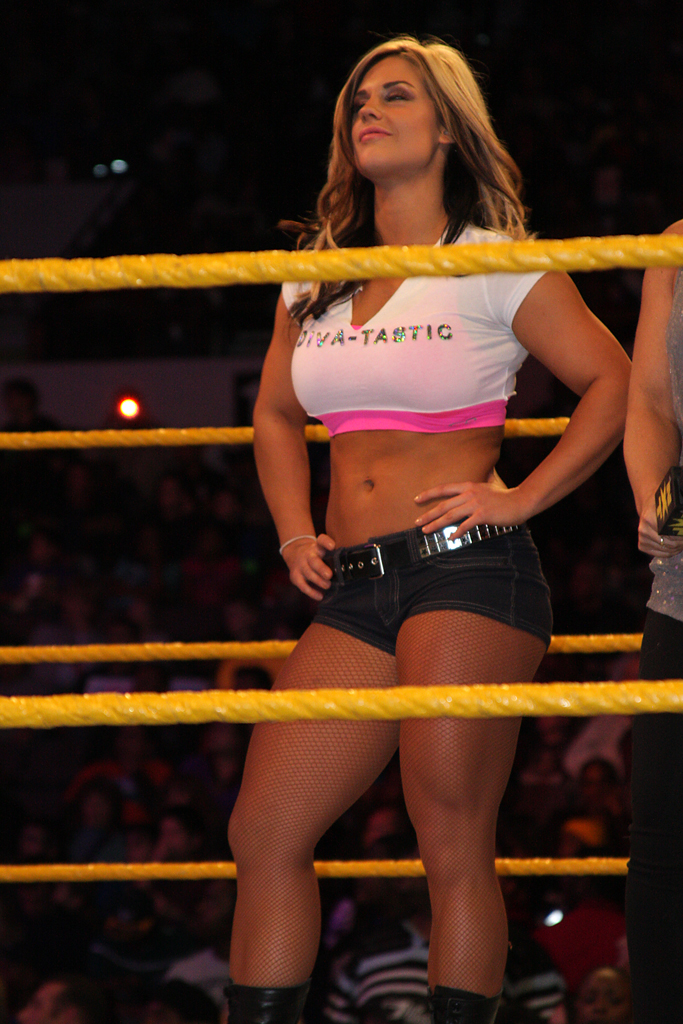
Celeste debutó en la WWE en el programa NXT.

En julio de 2010, la World Wrestling Entertainment, hizo a Celeste un contrato de desarrollo para la Florida Championship Wrestling. Debutó bajo el nombre de Celeste, en un concurso de bikini. Su nombre cambio rápidamente al de Ricki Vaughn, sin embargo, ella no debutaría con ese nombre debido a otro cambió, esta vez por el de su nombre de NXT, Kaitlyn. Debutó junto a otras Divas en un combate entre AJ Lee vs Naomi.
El 7 de septiembre, se anunció que Kaitlyn se uniría a la tercera temporada de NXT, sustituyendo a Aloisia, siendo Vickie Guerrero su mentora. La semana siguiente, hizo su debut en el ring, como heel cuando formó equipo con Dolph Ziggler para derrotar a AJ Lee y Primo en una lucha en parejas de equipos mixtos. Ese mismo día, ella ganó además el reto de carrera de obstáculos. El 28 de septiembre sale victoriosa del Rookie Challenge en el que las novatas tuvieron que empujar un barril con ruedas en el que se halla montado Hornswoggle con un tiempo de 12 segundos. Más adelante ese mismo día, se desató una pelea entre ella y su mentora, Vickie Guerrero debido a una discrepancia entre ambas, por lo cual Matt Striker se vio obligado a interferir, cambiando a face. Derrotó a Vickie Guerrero en NXT el 5 de octubre. Esa misma semana, ayudó a Ziggler a retener su campeonato frente a MVP en un episodio de Smackdown.
El 30 de noviembre de 2010 fue anunciada como la ganadora de la tercera temporada de NXT, consiguiendo ser una Diva de la WWE. El 3 de diciembre en SmackDown apareció en Backstage junto con Dolph Ziggler & Vickie Guerrero anunciando que el SmackDown General Manager la había firmado a dicha marca. Hizo su debut el 13 de diciembre en RAW en un Diva Battle Royal en el que se determinaría a la Diva Of The Year, sin embargo fue la primera eliminada por Tamina.

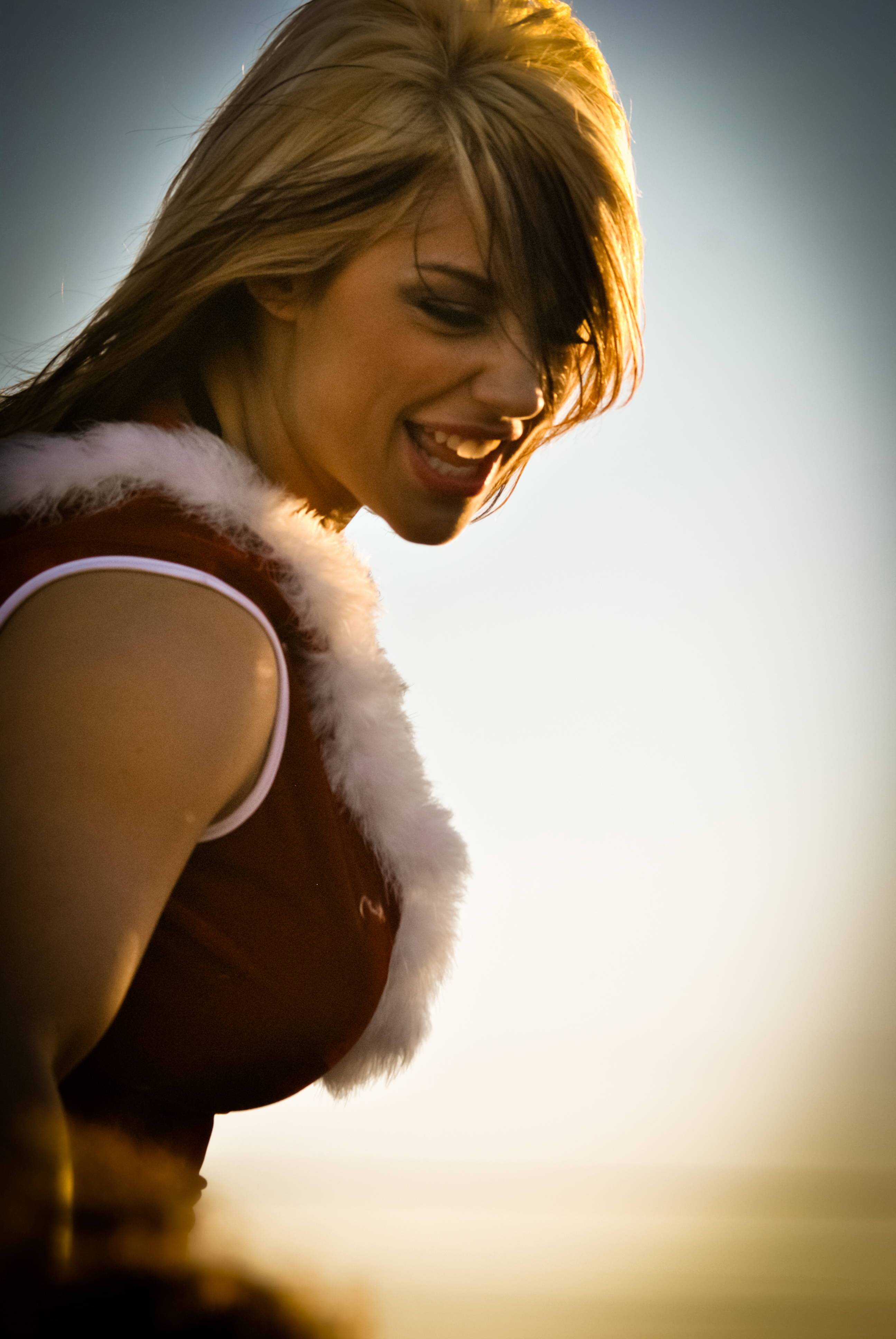
Celeste en Tribute to the troops en 2010

Kaitlyn tuvo su primera lucha en SmackDown! el 28 de enero, haciendo equipo con Kelly Kelly siendo derrotadas por LayCool (Layla y Michelle McCool). Tuvo su primer combate individual el 11 de marzo en SmackDown frente a Layla pero fue derrotada.
En mayo junto a Natalya y AJ Lee comenzaron un feudo con Alicia Fox, Tamina y Rosa Mendes. El 1 de agosto, participó en un Diva Battle Royal para encontrar a la contendiente #1 al Campeonato de las Divas pero dicho combate fue ganado por Beth Phoenix. En la edición de SmackDown del 25 de noviembre se enfrentó junto a AJ Lee a Natalya y Beth Phoenix saliendo nuevamente derrotadas. Sin embargo al término del combate tanto Natalya como Phoenix siguieron atacando a A.J y siendo abandonada por esta por lo que comenzó a tener actitudes de Heel. Reapareció en NXT Redemption el 21 de diciembre derrotando a Maxine, debido a una distracción de Derrick Bateman por lo comenzó un feudo entre ellas.

#### 2012
El 29 de febrero besó a Derrick Bateman después de que por su culpa Maxine terminara con él. El 14 de marzo derrotó junto a Derrick Bateman a Maxine & Johnny Curtis, terminando la lucha se dieron un beso confirmando su relación (Kayfabe).
En Money in the Bank en un 6 Diva Tag Team derrotó junto Layla & Tamina Snuka a Beth Phoenix, Eve & Natalya. En la edición de Smackdown del 14 de agosto (transmitido el 17 de agosto) luchó contra Eve por el puesto de asistente personal del GM de Smackdown Booker T, pero perdió. El 20 de agosto en RAW participó en un Diva Battle Royal para ser conteniente #1 al Campeonato de las Divas de la WWE.Siendo la ganadora eliminado al final a Eve. Su lucha por el campeonato fue pactada para Night of Champions, pero esa noche fue atacada por alguien tras los vestidores, lesionándola (Kayfabe) e impidiéndola luchar, por lo que fue sustituida por Eve. El 24 de septiembre en RAW anunció que su atacante fue una rubia. Con lo que concluyó la lucha con Eve atacando a Beth Phoenix. El 8 de octubre en Raw tuvo la oportunidad por el Campeonato de las Divas de la WWE ante Eve, pero salió derrotada. Luego se descubrió que fue Aksana quien por pedido de Eve, atacó a Kaitlyn. Debido a esto se pactó una Triple Amenaza en Hell in a Cell, donde Eve retuvo su campeonato ante Kaitlyn y Layla. En Survivor Series fue atacada de nuevo por una mujer misteriosa pero tras quitarle la peluca descubrió que era Aksana, durante ese evento enfrentó a Eve por el título pero no logró ganar. En el Pre-Show de TLC participó en un Battle Royal para ser contendiente #1 al título de las Divas, pero no logró ganar siendo eliminada por Naomi ya que fue atacada por Eve. Durante las siguientes semanas en RAW obtuvo luchas por el Campeonato de Divas, pero no logró ganar debido a que Eve abandonaba la lucha.

#### 2013-2014

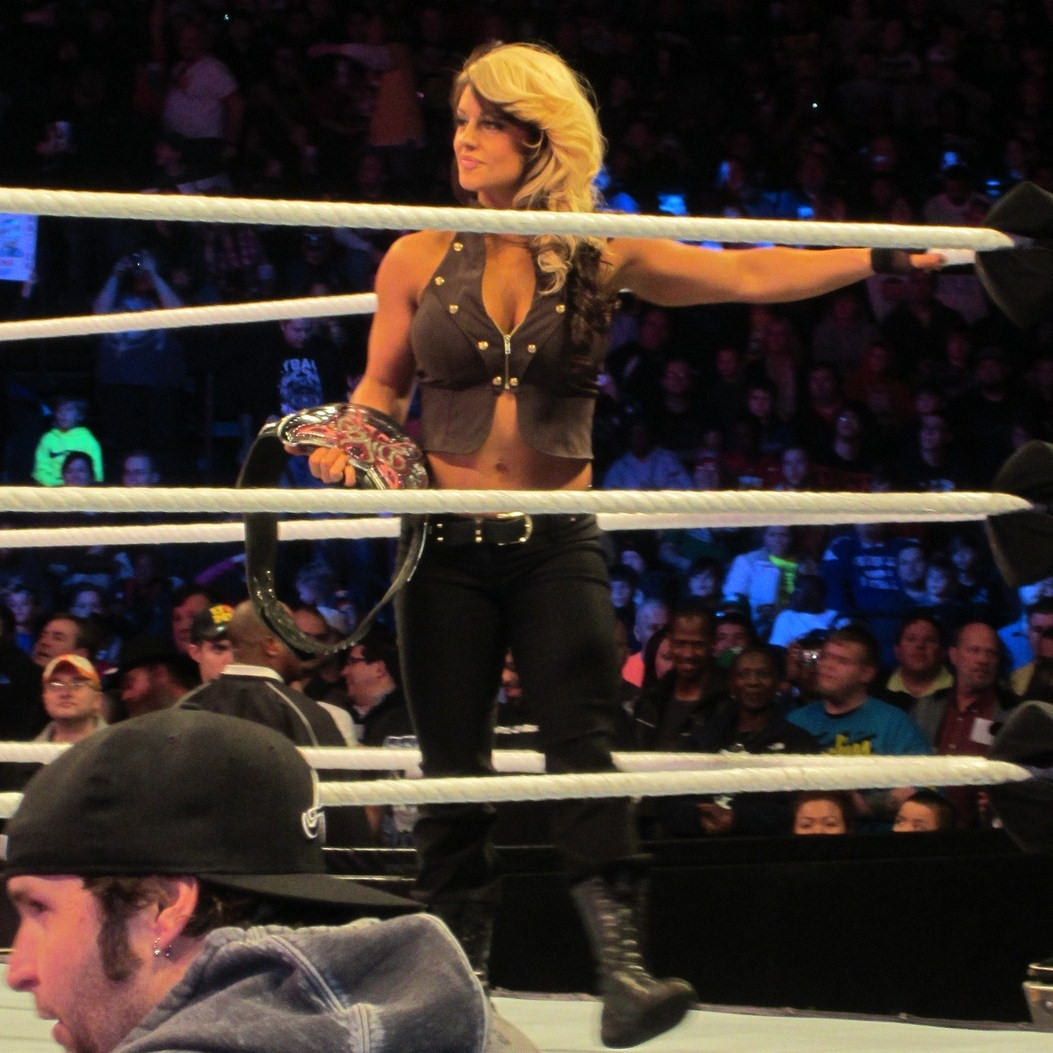
Kaitlyn como Campeona de Divas.

Finalmente, el 14 de enero en Raw, en el programa del 20º aniversario, logró derrotar a Eve Torres, ganando el Campeonato de las Divas, al cubrirla después de un "Spear", terminando su feudo. El 17 de febrero en Elimination Chamber retuvo su campeonato contra Tamina Snuka. A principios de 2013, Kaitlyn empezó una storyline donde tenía un admirador secreto. El 29 de abril, tras una confrontación tras bastidores con AJ Lee, Dolph Ziggler y Big E Langston, le dieron un regalo de un admirador secreto, y un ramo de rosas y un par de guantes rojos y negros el 3 de mayo en SmackDown. El 6 de mayo en Raw recibió juguetes de The Simpsons de su episodio favorito. En Extreme Rules, tuvo una pelea tras bastidores con AJ cuando la llamó cerda. Finalmente, el 10 de junio en Raw, se reveló que su admirador secreto era Langston, el cual estaba gastándole una broma por órdenes de AJ, quien se rio de ella. Esto las llevó a un combate en Payback, el cual fue ganado por AJ, perdiendo Kaitlyn el título. Tras esto continuó su feudo con AJ insultándose y haciendo burlas ambas, disfrazándose la una de la otra. 
En la edición del 12 de julio de SmackDown se realizó la firma del contrato por el Campeonato de las Divas en donde AJ continuo con sus burlas hacia ella, por lo que tuvieron una confortación. Finalmente en Money in the Bank se enfrentó a AJ Lee por el título, pero fue derrotada por sumisión. El 26 de julio, se alió junto a Dolph Ziggler para atacar a AJ y Big E Langston.
El 2 de agosto en SmackDown perdió ante AJ Lee en una lucha por el título. Durante la lucha Layla traicionó a Kaitlyn y se alió con AJ.
Tuvo una lucha con su examiga Layla salió derrotada ya que AJ Lee intervino en la lucha.
Después de AJ y Big E Langston atacaran a Ziggler se unieron Ziggler y Kaitlyn, enfrentándose en una lucha mixta en Summerslam llevándose la victoria. Después de un tiempo ausente de la WWE hizo su regreso a SmackDown el 11 de octubre haciendo equipo con Eva Marie y Natalya siendo derrotadas por Naomi, Cameron y Brie Bella. 
El 18 de noviembre cambio a heel en Raw durante el segmento de las sillas musicales atacando al elenco de Total Divas junto con Alicia Fox, Aksana, Rosa Mendes y Summer Rae. En Survivor Series fue incluida en el 7-on-7 Traditional Diva Elimination Tag Team match, en el equipo de True Divas contra el equipo Total Divas, siendo eliminada por Natalya, y perdiendo finalmente su equipo. En la revancha del 25 de noviembre en Raw su equipo volvió a salir derrotado. En el mes de diciembre se enfrentó a Divas como AJ Lee, Aksana y Summer Rae, tomando actitudes de face. El 28 de diciembre en el Tribute To The Troops participó en un Battle Royal, pero fue eliminada por AJ Lee.
El 8 de enero de 2014, decidió abandonar la WWE para centrarse en nuevos proyectos. Ese mismo día en Main Event, Kaitlyn hizo su última aparición en la WWE luchando contra AJ Lee en la cual salió derrotada cambiando a face. Tras su derrota fue atacada por Tamina Snuka con una Samoan Kick.

#### 2018-2019
El 11 de julio, WWE anunció que Kaitlyn volvería para el Mae Young Classic 2018, siendo la primera concursante revelada. En dicho torneo el 8 de agosto en la primera ronda eliminó a Kavita Devi, sin embargo en la segunda ronda fue eliminada por Mia Yim.
El 22 de julio de 2019 apareció en Raw durante el especial Raw Reunion en un segmento en el backstage junto a Alicia Fox y Dana Brooke. Más tarde, al final del programa, apareció con todas las leyendas en el centro del ring.

### Circuito Independiente (2018)
Celeste confirmó que volvería a luchar para una empresa independiente en febrero del 2018, en dicho evento como evento principal derrotó a Rachael Ellering.

## Vida personal
En el año 2015, Celeste dijo que era judía. En mayo de 2012, Bonin contestó varias preguntas hechas en su página oficial. Dijo que su banda favorita es Red Hot Chili Peppers, su película favorita es American Psycho, odia la serie The Big Bang Theory, su lugar favorito para visitar es Austin. y sus dos ídolos son Bill Goldberg y Vader.
En 2017 Bonin confirmó que se divorciaría de PJ Braun. Bonin es de ascendencia mexicana por su madre, que es oriunda de dicho país.

## Otros Medios
Bonin solo ha hecho una aparición en un videojuego de WWE :
| Año  | Juego    | Notas | Marca     |
| ---- | -------- | ----- | --------- |
| 2013 | WWE 2K14 | Debut | SmackDown |

## Campeonatos y logros
- SlamForce Africa
  - SFA Women’s Championship#Lista de campeonas|1 vez, primera]])
- World Wrestling Entertainment / WWE
  - WWE Divas Championship (1 vez)
  - Ganadora de NXT (3.ª temporada)

- Pro Wrestling Illustrated
  - Situada en el Nº5 en el PWI Female 50 en 2013.

- Wrestling Observer Newsletter
  - Peor Lucha del Año (2010) vs. Maxine en NXT el 19 de octubre[18]
  - Peor Lucha del Año (2013) con AJ Lee, Aksana, Alicia Fox, Rosa Mendes, Summer Rae & Tamina Snuka vs. Brie Bella, Nikki Bella, Cameron, Naomi, Eva Marie, Jojo & Natalya en Survivor Series el 24 de noviembre[19]